# Christian Mayerhöfer
Christian Mayerhöfer (Mainz, 16 juni 1971) is een hockeyer uit Duitsland.
Mayerhöfer werd in 1992 olympisch kampioen tijdens de spelen van Barcelona. Mayerhöfer won driemaal de Champions Trophy en tweemaal Europees kampioen. Tijdens de Olympische Spelen 1996 verloor Mayerhöfer met Duitsland de halve finale van Nederland en eindigde als vierde. Mayerhöfer won in tijdens het Wereldkampioenschap 1998 de bronzen medaille. Op de Olympische Spelen 2000 verloor Mayerhöfer met het Duitse elftal in de laatste groepwedstrijd met 2-1 van Groot-Brittannië door een doelpunt vijf minuten voor tijd, door deze nederlaag was de Duitse ploeg veroordeeld tot de wedstrijd om de vijfde plaats. Mayerhöfer werd in 2002 wereldkampioen met het Duitse elftal.

## Erelijst
- 1992 –  Olympische Spelen in Barcelona
- 1993 –  Champions Trophy in Kuala Lumpur
- 1994 –  Champions Trophy in Lahore
- 1995 -  Europees kampioenschap in Dublin
- 1995 –  Champions Trophy in Berlijn
- 1996 – 4e Olympische Spelen in Atlanta
- 1996 –  Champions Trophy in Chennai
- 1997 –  Champions Trophy in Adelaide
- 1998 –  Wereldkampioenschap in Utrecht
- 1998 – 6e Champions Trophy in Lahore
- 1999 -  Europees kampioenschap in Padua
- 2000 –  Champions Trophy in Amstelveen
- 2000 – 5e Olympische Spelen in Sydney
- 2001 –  Champions Trophy in Rotterdam
- 2002 –  Wereldkampioenschap in Kuala Lumpur

Andreas Becker · 
Christian Blunck · 
Carsten Fischer · 
Volker Fried  · 
Michael Hilgers · 
Andreas Keller · 
Michael Knauth · 
Oliver Kurtz · 
Christian Mayerhöfer · 
Sven Meinhardt · 
Michael Metz · 
Klaus Michler · 
Christopher Reitz · 
Stefan Saliger · 
Jan-Peter Tewes · 
Stefan Tewes · 
Coach: Paul Lissek
Christoph Bechmann · 
Andreas Becker · 
Patrick Bellenbaum · 
Christian Blunck · 
Oliver Domke · 
Björn Emmerling · 
Carsten Fischer · 
Volker Fried · 
Michael Green · 
Michael Knauth · 
Christian Mayerhöfer · 
Sven Meinhardt · 
Klaus Michler · 
Christopher Reitz · 
Stefan Saliger · 
Jan-Peter Tewes · 
Coach: Paul Lissek
Clemens Arnold · 
Christoph Bechmann · 
Philipp Crone · 
Oliver Domke · 
Christoph Eimer · 
Björn Emmerling · 
Michael Green · 
Florian Kunz · 
Christian Mayerhöfer  · 
Björn Michel · 
Sascha Reinelt · 
Christopher Reitz · 
Ulrich Moissl · 
Christian Wein · 
Tibor Weißenborn · 
Matthias Witthaus · 
Coach: Paul Lissek